# Fats Domino and The Birth of Rock 'n' Roll

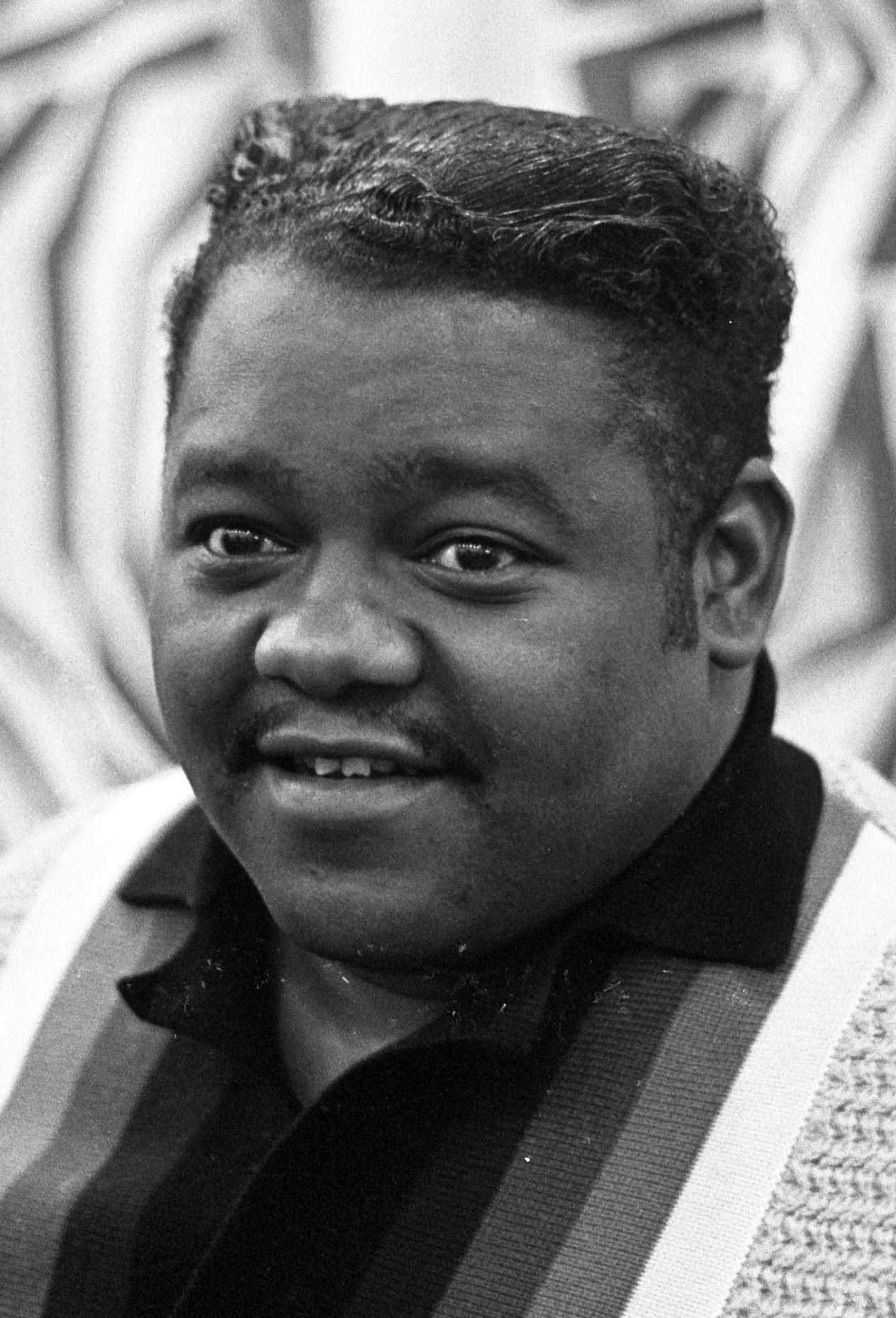
Fats Domino in Amsterdam in 1962

Fats Domino and The Birth of Rock 'n' Roll is een Amerikaanse muzikale documentaire over Fats Domino en hoe hij de rhythm-and-blues veranderde in rock-'n-roll. De documentaire werd gemaakt als onderdeel van de televisieserie "American Masters" en werd  geproduceerd voor Public Broadcasting Service.
De film kwam uit op 26 februari 2016, de 88-ste verjaardag van Fats Domino, tijdens Black History Month. Regisseur was Joe Lauro, die al eerder muziekdocumentaires maakte over o.a. Louis Prima en The Supremes.
Onder de geïnterviewden bevinden zich songwriter, bandleider en medewerker Dave Bartholomew, die de meeste hits van Domino mede schreef en produceerde, J&M studio-eigenaar Cosimo Matassa, die betrokken was bij het maken van rock-'n-roll-opnames van Domino (en vele anderen) en saxofonist Herbert Hardesty, een musicus met een centrale rol in de muziek van zowel Domino als in de huisband van de J&M studio. Op 10 december 1949 werd met hem "The Fat Man" opgenomen, een van de nummers, die beschouwd worden als een van de eerste rock-'n-roll-opnames.
“Fats Domino is een van Amerika’s meest geliefde entertainers”, zei Michael Kantor, uitvoerend producent van American Masters. “Door deze film te bekijken, gaan we de cruciale rol begrijpen die hij speelde in de popularisering van de big beat-stijl en de geboorte van rock ‘n’ roll, maar ook de belangrijke invloed die hij had op de muziek van de jaren zestig en zeventig.”
De financiering van American Masters werd verzorgd door The Corporation for Public Broadcasting, Rosalind P. Walter, The Philip and Janice Levin Foundation, Judith and Burton Resnick, The Blanche & Irving Laurie Foundation, Vital Projects Fund, Ellen en James S. Marcus, Michael & Helen Schaffer Foundation, Lenore Hecht Foundation, The André en Elizabeth Kertész Foundation en PBS. Steun voor dit programma wordt ook verleend door de National Endowment for the Arts en de Paul W. Zuccaire Foundation, ter ere van William S. Wood.